# جنیفر لوپز
جنیفر لین لوپز (انگلیسی: Jennifer Lynn Lopez؛ زادهٔ ۲۴ ژوئیه ۱۹۶۹) که با لقب جِی.لو (J.lo) نیز شناخته می‌شود، خواننده، بازیگر و رقصنده آمریکایی است. او بازیگری را به‌طور حرفه‌ای از سال ۱۹۸۶ شروع کرد و در سال ۱۹۹۷ اولین نقش اصلی خود را با ایفای نقش در فیلم سلنا تجربه کرد که نامزد جایزه گلدن گلوب شد. او سپس با بازی در خارج از دید و قطار پول خود را به‌عنوان پردرآمدترین بازیگر اسپانیایی‌تبار در هالیوود مطرح کرد و در سال ۱۹۹۹ فعالیت در عرصه موسیقی را هم با انتشار اولین آلبومش به نام آن د سیکس شروع کرد.
عرضه آلبوم دوم لوپز به‌نام جی، لو هم‌زمان بود با اکران فیلم برنامه‌ریز عروسی. هردوی این آثار در زمره برترین‌ها قرار گرفت و لوپز نخستین زن در تاریخ شد که هم‌زمان فیلم و آلبومی پرفروش از وی عرضه شد که هر دو در بالاترین رتبه قرار گرفتند. نسخه ریمیکس آلبوم دوم جنیفر لوپز نیز در سال ۲۰۰۲ عرضه شد و جزء برترین‌های بیلبورد ۲۰۰ در آمریکا قرار گرفت. فروش ۵۵ میلیون دلاری آلبوم‌ها و ۱۰۰میلیون دلاری فیلم‌های جنیفر لوپز تاکنون، باعث شده وی در زمره برترین هنرمندان آمریکا قرار بگیرد و پردرآمدترین هنرمند لاتین‌تبار قلمداد شود. از ترانه‌های جهانی وی نیز می‌توان به آهنگ «ما یکی هستیم (اوله اولا)» اشاره کرد که در آن پیت‌بول و کلودیا لیت اجرای قسمتی از آهنگ را بر عهده داشتند. این آهنگ به عنوان آهنگ رسمی جام جهانی فوتبال ۲۰۱۴ برزیل انتخاب شد. لوپز در سال ۲۰۱۹ برای عملکردش در نقش یک استریپر در درام جنایی شیادان مورد تحسین قرار گرفت.
در کنار فعالیت در دنیای هنری، جنیفر لوپز از فعالان تجاری موفق نیز قلمداد می‌شود. لوپز در زمینه تولید پوشاک، لوازم زینتی، عطر و ادکلن و همچنین تولید برنامه‌های تلویزیونی فعالیت گسترده‌ای دارد. رابطه‌های جنیفر لوپز با افراد دیگر نیز از موضوعاتیست که بسیاری از رسانه‌های جهان پیگیر آن هستند. نخستین رابطه جنیفر لوپز با شان کمبز بود که جنیفر را در مراسم جوایز گرمی سال ۲۰۰۰ نیز همراهی کرد. جنیفر لوپز سپس در عین حال که همسر کریس جاد، بازیگر آمریکایی بود، وارد رابطه‌ای عاشقانه با بن افلک شد. رابطه لوپز با مارک آنتونی، از رابطه‌های طولانی وی بود. این رابطه در سال ۲۰۰۴ شروع شد و در سال ۲۰۱۱، بعد از ۷ سال زندگی مشترک، با طلاق پایان گرفت. در فوریه ۲۰۰۸ جنیفر لوپز فرزندان دوقلوی خود را به نام‌های «اما» و «ماکسیمیلیان» به دنیا آورد.

## زندگی و حرفه

### کودکی و نوجوانی

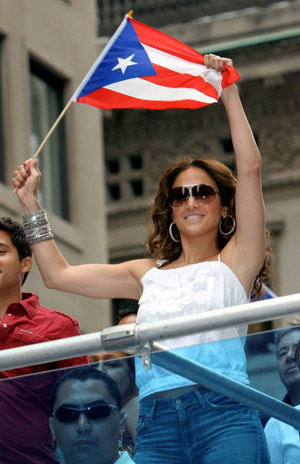
اهتزاز پرچم پورتوریکو توسط جنیفر لوپز

جنیفر لوپز در ۲۴ ژوئیه ۱۹۶۹ در محله کسل هیل، واقع در برانکس، نیویورک و از پدر و مادری پورتوریکویی به نام دیوید و گوآدالوپ به دنیا آمد. خواهر کوچک‌ترش لیندا لوپز به شغل خبرنگاری مشغول است. او یک خواهر بزرگ‌تر به نام لسلی نیز دارد. پدرش، دیوید، ابتدا در یک شرکت بیمه به نام گاردین در شیفت شب کار می‌کرد که بعدها به عنوان یک متخصص رایانه در شرکت استخدام می‌شود. زمانی که جنیفر به دنیا می‌آید خانوادهٔ آن‌ها در یک آپارتمان کوچک زندگی می‌کردند که مدتی بعد با پس‌انداز کردن پول، موفق به خرید خانه‌ای بزرگ‌تر و دو طبقه می‌شوند که یک گام بزرگ برای خانواده‌ای با وضع مالی ضعیف بود. وی در پنج سالگی شروع به شرکت در کلاس‌های خوانندگی و رقص کرد. دو سال بعد و در هفت سالگی از طرف مدرسه در یک سفر به نیویورک شرکت می‌کند. پدر و مادر جنیفر لوپز تأکید بسیاری بر اخلاق‌مداری در کار داشته و همواره فرزندانشان را به یادگیری زبان انگلیسی تشویق می‌کردند. همچنین برای اینکه فرزندانشان در زمینه‌های کاری خود دچار مشکلی نشوند، با تشویق آن‌ها به اجرای خوانندگی و رقص در مقابل یکدیگر، به تمرین و افزایش مهارت آن‌ها کمکی شایان توجه کردند. جنیفر تحصیلات دبیرستان خود را در یک مدرسه مذهبی کاتولیک به پایان رسانید - جایی که در تیم‌های ژیمناستیک و سافتبال عضویت داشت. جنیفر در سال ۱۹۸۴ و در ۱۵ سالگی وارد رابطه‌ای با دیوید کروز می‌شود.
در آخرین سال دبیرستان متوجه شد که برای ساخت یک فیلم ناتمام به دنبال بازیگران نوجوان می‌گردند. او در نهایت موفق شد نقش کوتاهی در این فیلم بگیرد. این فیلم که دختر کوچکم نام داشت در سال ۱۹۸۶ ساخته شد و یکی از فیلم‌های درجه پایین، با بودجه کم است. بعد از پایان فیلم‌برداری جنیفر لوپز تصمیم گرفت به یک ستاره سینمایی تبدیل شود. جنیفر برای قانع کردن والدینش سعی بسیار کرد و با وجود اینکه به تازگی در کالج باروک ثبت‌نام کرده بود، پس از گذراندن تنها یک ترم، تصمیم به انصراف از تحصیل گرفت. پدر و مادر جنیفر به شدت با بازیگری وی مخالف بودند و این تصمیم را احمقانه می‌دانستند. به اعتقاد آنها، هیچ لاتین‌تباری این کار را نمی‌کند. تفاوت شدید دیدگاه‌های جنیفر با خانواده‌اش منجر به این شد که وی از خانه خانوادگی خارج شده به آپارتمان خودش در محله منهتن نقل‌مکان کند. در این زمان است که روی به اجرای موسیقی در برخی مکان‌های محلی می‌آورد. چندی بعد او را به عنوان یکی از اعضای یک گروه کر استخدام کردند؛ با همین گروه بود که یک سفر پنج‌ماهه به اروپا رفت، اما همیشه از نقشش در این گروه ناراضی بود، زیرا او تنها عضو گروه بود که اجازه تک‌خوانی نداشت. بعدها در یک اجرای دیگر در کشور ژاپن موفق به یافتن موقعیت شغلی جدیدی تحت عنوان رقاص، خواننده و طراح شد.

### ۱۹۹۱ تا ۱۹۹۶ (ورود به صنعت سینما)
لوپز در سال ۱۹۹۱ در گروهی به نام نیو کیدز آن د بلاک به عنوان یک رقصنده کمکی مشغول به کار می‌شود. به همراه همین گروه بود که در هشتمین مراسم جایزه موسیقی آمریکا روی صحنه به اجرا می‌پردازد؛ چندی بعد نیز در یک برنامه تلویزیونی به نام این لیوینگ کالر مشغول به کار می‌شود. زمانی جنیفر تصمیم به کار در این برنامه می‌گیرد که یکی از اعضای این گروه دیگر قادر به ادامه همکاری نبوده و داوطلبان بسیاری تقاضای همکاری با آن‌ها را داشتند؛ در میان ۲٫۰۰۰ درخواست همکاری که در این مورد ارسال شده بود، تنها با همکاری جنیفر لوپز موافقت شده و این شد که وی در آنجا مشغول به کار شد. چندی بعد جنیفر به همراه دیوید کروز که از دوران دبیرستان با وی آشنا شده بود، برای ادامه مراحل فیلم‌برداری به شهر لس آنجلس می‌رود و تا سال ۱۹۹۳ همکاری‌اش را با گروه ادامه می‌دهد. سپس تصمیم می‌گیرد که بازیگری را به عنوان یک حرفه تمام‌وقت پیگیری کند.
نخستین نقش حرفه‌ای جنیفر لوپز با بازی در فیلم گمشده در جنگل محصول سال ۱۹۹۳ رقم می‌خورد. از دیگر بازیگران این فیلم می‌توان به لیندسی واگنر و رابرت لاگیا اشاره نمود. در اواخر همان سال بود طی قرارداد همکاری‌ای با شبکهٔ سی‌بی‌اس، وی را برای بازیگری در مجموعه‌ای تلویزیونی به نام دومین شانس‌ها استخدام می‌کنند؛ اما بعد از انتشار تنها شش قسمت، پروژه کنسل می‌شود. علت کنسل شدن این سریال، تخریب صحنه فیلم‌برداری بخاطر زمین‌لرزه ۱۹۹۴ نورت‌ریج عنوان شد. سپس شروع به ساخت سریال مرتبطی با دومین شانس‌ها می‌کنند اما به دلیل بازخورد بد منتقدان و بینندگان، به سرنوشت سریال اول دچار شده و تنها بعد از ساخت چند قسمت، پروژه متوقف می‌شود. از دیگر نقش‌های بزرگ جنیفر لوپز در این دوره، بازی وی در فیلم خانوادهٔ من است که به کارگردانی جورج ناوا، در سال ۱۹۹۵ ساخته شد. در این فیلم جنیفر در نقش کاراکتری به نام ماریای جوان ظاهر می‌شود. از بازیگران فیلم می‌توان به ادوارد جیمز آلموس اشاره نمود و اینکه این فیلم برخلاف کارهای گذشته جنیفر، مورد تحسین منتقدین قرار گرفت. اگرچه که نقش وی در این فیلم زیاد نبود، ولی او را نامزد دریافت جایزه مستقل اسپریت برای بهترین بازیگر زن نقش مکمل می‌کنند. در نوامبر همان سال نیز در فیلم قطار پول بازی کرد که در آن با وسلی اسنایپس و وودی هرلسون هم‌بازی بود. عمده دیدگاه منتقدها در خصوص این فیلم منفی بوده و در عرصه فروش نیز نتوانست مبلغ قابل توجهی را کسب کند، به‌طوری‌که با بودجه ۶۸ میلیون دلاری که صرف ساخت فیلم شد، در باکس‌آفیس تنها موفق به کسب ۷۷ میلیون دلار (در سرتاسر جهان) شد. در اوت سال ۱۹۹۶ جنیفر لوپز در فیلم کمدی جک ظاهر می‌شود. فیلم جک با بودجهٔ ساخت ۴۵ میلیون دلاری، موفق به کسب ۵۹ میلیون دلار در داخل آمریکا می‌شود. نظر منتقدین به این فیلم نیز منفی بود.

### ۱۹۹۷ تا ۲۰۰۰ (به شهرت رسیدن)
در فوریه ۱۹۹۷ جنیفر لوپز همگام با بازیگرانی چون جک نیکلسون و استیون درف در فیلم خون و شراب به ایفای نقش می‌پردازد. از منظر اقتصادی، فیلم یک شکست به تمام معنا بود، اگرچه که دیدگاه منتقدین به آن مثبت بود. فیلم بعدی جنیفر، سلنا نام داشت. اگرچه که وی و کارگردان فیلم سلنا، پیش‌تر و در فیلم خانواده من با هم همکاری داشتند، اما برای بازی در سلنا، جنیفر لوپز مجبور شد در آزمون بازیگری آغازین شرکت نماید؛ در نهایت با بودجه ۲۰ میلیون دلاری این فیلم ساخته شد. فیلم سلنا به شکل داخلی، موفق به کسب ۳۵ میلیون دلار شد.
کنت تورن در روزنامهٔ لس آنجلس تایمز نوشت که حتی بازی جنیفر در فیلم‌های فراموش‌شده قدیمی‌اش همچون قطار پول و جک باعث شده که تا ستاره شدن ظاهراً تنها یک گام فاصله داشته باشد، اما با نقش‌آفرینی‌اش در فیلم سلنا، در واقع جنیفر از فرصت به‌دست آمده به خوبی استفاده کرده است، به‌خصوص در صحنه‌های مربوط به موسیقی در این فیلم. وی اینطور مطلبش را به پایان می‌رساند که این فیلم نه تنها جشن بزرگی برای سلنا (شخصی که فیلم را برایش ساختند) بلکه برای بازیگری است که نقش سلنا را بازی کرده است. بعد از اتمام فیلم‌برداری فیلم سلنا بود که جنیفر لوپز اظهار می‌کند که ریشه لاتینی‌اش را واقعاً حس می‌کند و یک آهنگ اسپانیایی اجرا می‌کند. نام آهنگ را Vivir Sin Ti (به معنای: زندگی بدون تو) گذاشته و مدیر برنامه‌های وی، آهنگ را برای سونی میوزیک می‌برد. در سونی میوزیک، دیدگاه‌ها نسبت به خوانندگی جنیفر لوپز مثبت بوده به‌طوری‌که یکی از مدیران شرکت مزبور به جنیفر توصیه می‌کند آهنگ را یک‌بار دیگر، ولی اینبار به انگلیسی اجرا کند.
در ماه آوریل بود که جنیفر لوپز در فیلم ترسناک آناکوندا به ایفای نقش می‌پردازد. در این فیلم جنیفر با آیس کیوب و جان ویت هم‌بازی بود. فروش ۱۳۷ میلیون دلاری این فیلم، موفقیت عظیمی برای عوامل آن قلمداد می‌شد. فیلم بعدی وی نیز دور برگردان (۱۹۹۷) نام داشت که در آن بازیگرانی چون شان پن و بیلی باب تورنتون نیز حضور داشتند. این فیلم بر اساس یک رمان ساخته شده بود و دیدگاه‌های مثبت منتقدین را دریافت کرد. فیلم بعدی وی، حاصل همکاری‌اش با کارگردان هالیوود، استیون سودربرگ بود. نام این فیلم خارج از دید بود که در آن جرج کلونی نیز حضور داشت. بازی جنیفر لوپز در این فیلم بسیار مورد توجه منتقدین قرار گرفت و وی را به عنوان تنها بازیگر لاتین جهان قرار داد که بیش از یک میلیون دلار برای نقشش دریافت کرده است. بودجه ساخت این فیلم حدود ۴۸ میلیون دلار بود و در زمینه فروش توانست به شکل جهانی مبلغی حدود ۷۸ میلیون دلار را کسب کند که درآمدی متوسط است. چندی بعد و در ماه اکتبر، جنیفر قدم در عرصه گویندگی گذاشت و به جای یکی از شخصیت‌های انیمیشن مورچه‌ای به نام زی صداگذاری نمود.
تک‌خوانی جنیفر لوپز در سال ۱۹۹۹ و با آهنگ اگه تو عشق من باشی شروع شد و بعد از آن خود را برای انتشار نخستین آلبومش آماده کرد. جنیفر لوپز نخستین خواننده جهان بعد از بریتنی اسپیرز است که توانست با نخستین آهنگش وارد بیلبورد ۱۰۰ آهنگ برتر شود (چهار ماه قبل‌تر بریتنی اسپیرز با ترانه عزیزم یک بار دیگر… توانسته بود به این جایگاه دست یابد). در زمان تهیه نخستین آلبومش، آن د سیکس بود که همگان در شگفت بودند که چرا وی وارد دنیای موسیقی شده است. در این خصوص گفته شده بود: «اگر این آلبوم بد باشد، نه تنها خود لوپز از آن ناراحت خواهد شد، بلکه به کل به پیشینه حرفه‌ایی وی صدمه خواهد زد». آهنگ در انتظار امشب که در واقع سومین آهنگ آلبوم جنیفر لوپز بود، بهترین آهنگش شناخته می‌شد. در نهایت و بعد از انتشار آلبوم، موفقیت بالایش موجب تعجب همگان شد و این بازیگر محبوب را، محبوب‌تر کرد. تا پایان سال ۱۹۹۹ بود که جنیفر لوپز خود را از ستاره‌ای در سینما، به ستاره‌ای در خوانندگی تبدیل کرد. در واقع بعد از مارتیکا و ونسا ال. ویلیامز، این جنیفر لوپز بود که موفق به انجام این کار شده بود.
در ۲۲ فوریه سال ۲۰۰۰ جنیفر که وارد رابطه‌ای با شان کامز شده بود، با لباسی منحصر به فرد در چهل‌ودومین مراسم سالانه جوایز گرمی ظاهر شد. لباس جنیفر توجه رسانه‌های بسیاری را به خود جلب کرد و مورد توجه بسیاری از مردم نیز قرار گرفت، به شکلی که تصاویر وی را روی فرش قرمز این مراسم، از وبگاه جوایز گرمی در عرض تنها ۲۴ ساعت، حدود نیم میلیون بار دانلود کردند. جنیفر لوپز از این‌همه توجه رسانه‌ها تعجب کرده و اظهار می‌کند که نمی‌دانسته که لباسش تبدیل به مسئلهٔ به این بزرگی خواهد شد. چند ماه بعد، جنیفر لوپز با فیلم سلول مجدداً روی پرده سینماها ظاهر می‌شود. این فیلم در ژانر علمی-تخیلی، با بودجه ۳۳ میلیون دلاری، موفق به فروش حدود ۱۰۴ میلیون دلاری می‌شود. دیدگاه‌های منتقدین در این خصوص متفاوت بوده و عده‌ای شروع به انتقاد و عده‌ای نیز شروع به بروز دیدگاه‌های مثبت خویش کردند.

### ۲۰۰۱ تا ۲۰۰۹ (افزوده شدن شهرت، دریافت لقب و موفقیت بیشتر در سینما)

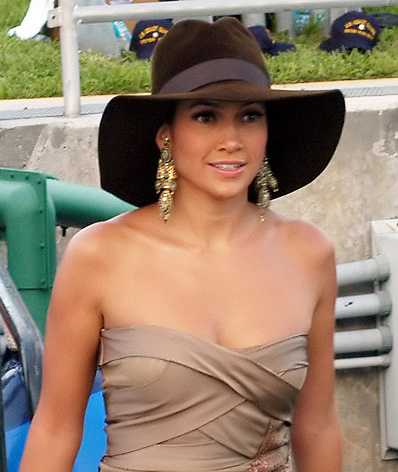
لوپز در جایزه موزیک ویدئوی ام‌تی‌وی، اوت ۲۰۰۴

جنیفر لوپز در حال کار روی آلبوم دومش بود که تصمیم می‌گیرد تصویرش در بین مخاطبان را بهبود بخشیده و خود را جذاب‌تر کند. در همین راستا بود که علاوه بر تغییراتی در ظاهر، لقب جی لو (J Lo) را که پیش‌تر توسط یکی از طرفدارانش به او داده شده بود را برای خودش انتخاب می‌کند. در ادامه، اسم آلبوم خودش را نیز جی. لو می‌گذارد و این آلبوم در ۲۲ ژانویه ۲۰۰۱ منتشر می‌شود. آلبوم جی. لو به یکی از آلبوم‌های بسیار موفق تبدیل می‌شود تاجایی که در رده نخست بیلبورد ۲۰۰ آمریکا جای می‌گیرد. تقریباً در همین زمان بود که فیلم رمانتیکش، برنامه‌ریز عروسی نیز منتشر می‌شود و این فیلمش نیز در صدر پرفروش‌ترین فیلم‌های باکس‌آفیس قرار می‌گیرد. با این حساب جنیفر لوپز از نخستین اشخاصی است که به‌طور همزمان، یک فیلم و یک آلبوم در صدر پرفروش ترین‌ها داشته است. در آوریل سال ۲۰۰۱ جنیفر نماد تجاری‌اش که در زمینه تولید پوشاک و لوازم تزئینی برای بانوان فعال است را تحت عنوان جی.لو بای جنیفر لوپز راه‌اندازی می‌کند. حدوداً یک ماه بعد، فیلم چشم‌فرشته‌ای با بازی جنیفر راهی سینماها می‌شود که البته آنچنان موفق نبوده و دیدگاه منتقدان نیز نسبت به آن مثبت نبوده است. بعدها یکی از آهنگ‌های وی به نام من واقعی هستم به شکل ریمیکس شده راهی بازار می‌شود که در لیست برترین آهنگ‌ها قرار می‌گیرد. در ادامه و در پی حملات حملات ۱۱ سپتامبر به برج‌های تجارت جهانی، جنیفر لوپز به همراه بسیاری دیگر از هنرمندان شروع به فعالیت‌های خیرانه و بشردوستانه به افرادی که متأثر از این واقعه شده بودند می‌کند.

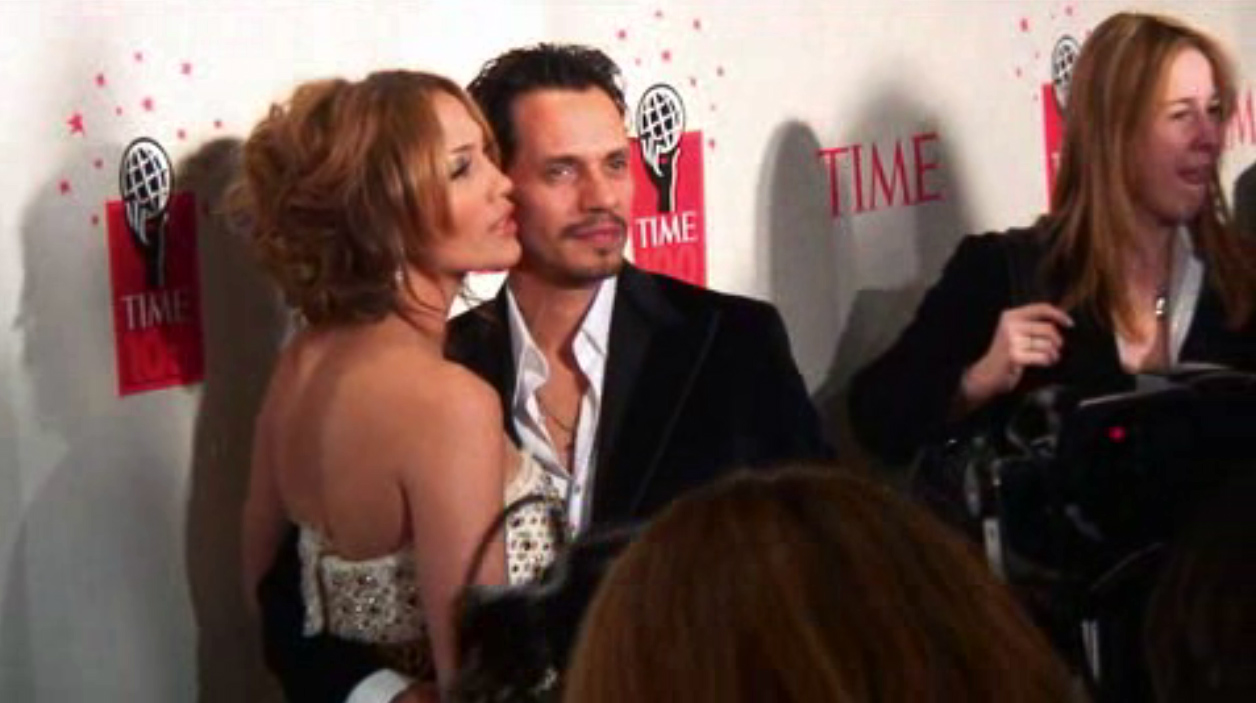
لوپز و مارک آنتونی همسر سومش

برای افزودن به شهرت جنیفر لوپز، تصمیم می‌گیرند آلبوم جی. لو را به شکل ریمیکس نیز منتشر کنند. در این راستا توزیع و تبلیغ جی. لو متوقف شد و در ۵ فوریه ۲۰۰۲ نسخه ریمیکس آلبوم منتشر شد. در نسخه ریمیکس شده، آهنگ مسخره‌ست، نه؟ پیشتاز سایر آهنگ‌های آلبوم بود تاجایی که در صدر آهنگ‌های پرفروش آمریکا قرار گرفت. نسخه ریمیکس جی. لو با فروش بالای یک‌ونیم میلیونی در آمریکا، موفق به کسب رتبه سوم بیشترین فروش آلبوم‌های ریمیکس در تاریخ شد.

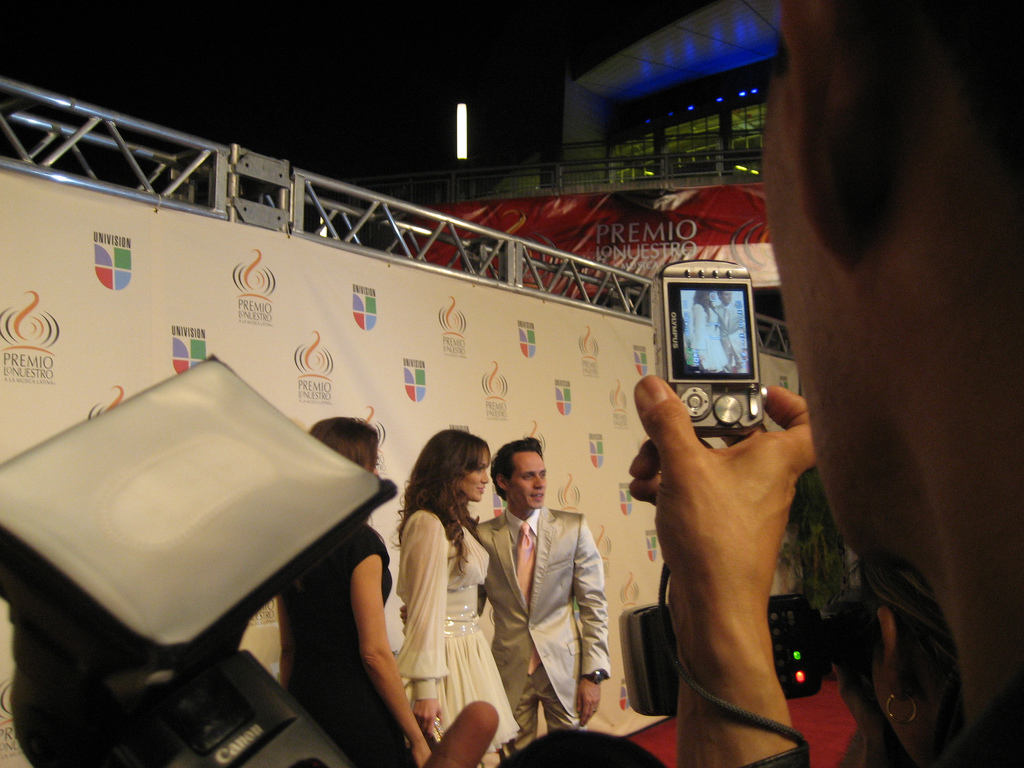
لوپز و آنتونی در سال ۲۰۰۷

در ماه مه سال ۲۰۰۲ جنیفر لوپز در فیلم کافی به نقش‌آفرینی پرداخت. در این فیلم وی نقش زنی به نام اسلیم را دارد که بخاطر سوءاستفاده‌های شوهرش، از خانه فرار می‌کند. در هنگام فیلم‌برداری این فیلم و در زمانی که وی از هنرمندان مشهور آمریکا بود، دچار بحران روحی می‌شود. سال‌ها بعد خود جنیفر لوپز در این خصوص می‌گوید که احساس «مریضی و غریبی» داشت. به شکلی که از پذیرفتن درمان و حتی دارو نیز امتناع می‌کرد. لوپز در این خصوص ادامه داد: «مثل کسی بودم که… نمی‌خواهد حرکت کند، نمی‌خواهد حرف بزند، نمی‌خواهد هیچ کاری انجام دهد». در سپتامبر ۲۰۰۲ جنیفر لوپز عطر زنانه‌ای به نام گرو بای جی‌لو را راهی بازار می‌کند. اگرچه که پیش‌بینی شکست آن را کرده بودند، اما در بین مردم بسیار محبوب شده و تبدیل به یکی از پرفروش‌ترین عطرهای آمریکا می‌شود.

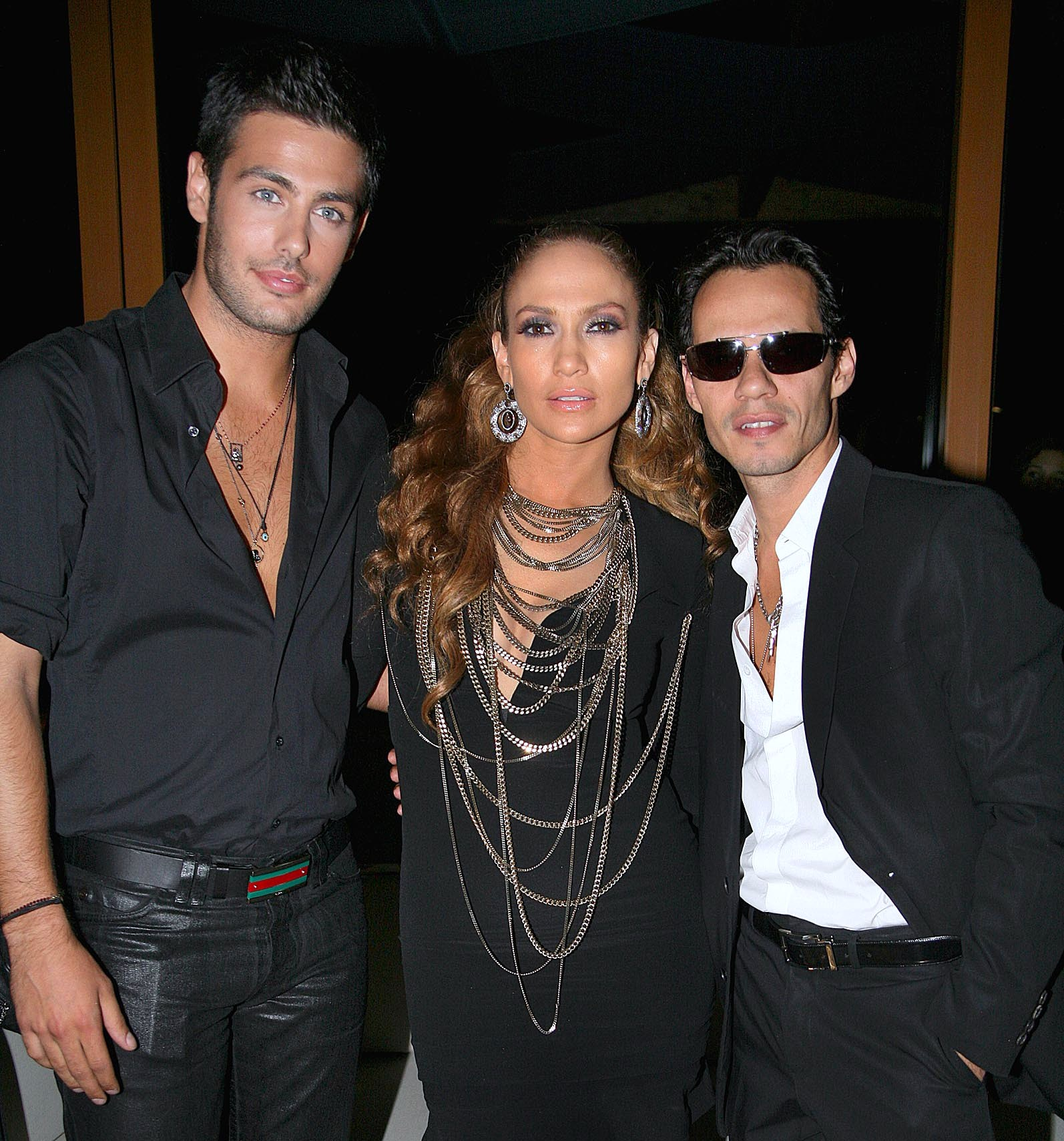
لوپز در کنار مارک آنتونی و کاستاس مارتاکیس مدل یونانی در سال ۲۰۰۸

آلبوم سوم جنیفر لوپز تحت عنوان این منم… پس در زمانی منتشر شد که وی وارد مرحله نامزدی با بن افلک شده بود و در واقع این آلبوم را به او تقدیم کرده است. فروش آلبوم در سرتاسر جهان بسیار بالا بود. این آلبوم که دارای آهنگ‌های عاشقانه بسیاری است، تنها در آمریکا حدود دو و نیم میلیون کپی از آن به فروش رسید. در دسامبر ۲۰۰۲ جنیفر لوپز در مقابل ریف فاینز در فیلم کمدی-رمانتیک خدمتکاری در منهتن به روی صحنه رفت. جنیفر در این فیلم نقش کاراکتر ماریسا را ایفا می‌کند، زنی که مادر است و برای کسب درآمد، در خانه‌های اشرافی محله منهتن مجبور به نظافت منازل است که در نهایت عاشق شخصی می‌شود. این فیلم با بودجه ۵۵ میلیون دلاری موفق به فروش ۱۵۵ میلیون دلاری شد. نیویورک تایمز داستان این فیلم را با آهنگ جنی از بلوک مقایسه کرده است. در اوت ۲۰۰۳ جنیفر به همراه نامزدش، افلک در فیلم جیلی به ایفای نقش می‌پردازند که فروش فیلم بسیار پایین و ناموفق بود. نظر منتقدین به آن منفی بوده و این فیلم را یکی از بدترین فیلم‌های تاریخ می‌دانند.
در مارس ۲۰۰۴ جنیفر لوپز نقش کوتاهی در فیلم دختر جرزی داشت که در این فیلم نیز افلک حضور داشت. شخصیتی که جنیفر نقش آن را بازی می‌کرد تنها ۱۵ دقیقه در فیلم بازی می‌کند و در هنگام وضع حمل از دنیا می‌رود. بودجه ساخت این فیلم ۳۵ میلیون دلار بود که موفق به فروش تنها ۳۶ میلیون دلار می‌شود و از نظر تجاری شکست می‌خورد. اما منتقدان به آن نظر مثبتی داشتند. در اکتبر همان سال وی در فیلم مایل هستید برقصیم؟ مقابل ریچارد گی‌یر ظاهر می‌شود. این فیلم بر اساس یک فیلم ژاپنی، تحت همین نام که محصول سال ۱۹۹۶ بود ساخته شده است. در نهایت نیز نظر مثبت منتقدان را کسب می‌کند.
در سال ۲۰۰۴ و در حین یک بازدید مختصر از بیمارستان کودکان لس آنجلس (که خود جنیفر لوپز از حامیان آنجا است) با یک کودک سرطانی ۱۱ ساله به نام پیج پترسون دوست می‌شود. پترسون در یکی از مراسم‌های مربوط در بیمارستان که در آن به جنیفر لوپز جایزه‌ای اهدا شد شرکت می‌کند ولی صبح روز بعد حالش رو به وخامت گذاشته و در نوامبر ۲۰۰۴ از دنیا می‌رود. لوپز در این خصوص گفت که پترسون به او آموخت که فعالیت‌های بشردوستانه چقدر مهم است. در همین راستا نیز چهارمین آلبومش، تولد دوباره را به وی اهدا کرده است. شبکه ان‌بی‌سی در یکی از برنامه‌هایش به این موضوع اشاره کرده و ادامه می‌دهد که بعد از «چاپلوسی» برای افلک با آلبوم این منم... خوب حالا، حال به شکل آگاهانه‌ای مسائل عشقی‌اش را از توجهات دور نگاه می‌دارد. فیلم بعدی جنیفر لوپز، فیلم مادرشوهر هیولا است که در مقابل جین فوندا در آن بازی کرده. برای بازی در نقش چارلی در این فیلم، وی دستمزدی حدودی ۱۵ میلیون دلاری دریافت کرد. فیلم مادرشوهر هیولا با بودجه ۴۳ میلیون دلاری‌اش، موفق به فروش جهانی ۱۵۵ میلیون دلاری می‌شود، اما با این حال نظر منتقدین به فیلم منفی بود. در ماه اوت نیز فیلم بعدی جنیفر لوپز با نام یک زندگی ناتمام راهی سینماها شد. در این فیلم که بر اساس رمانی با همین نام ساخته شده، وی با بازیگرانی چون رابرت ردفورد و مورگان فریمن هم‌بازی بود. یک زندگی ناتمام در عرصه تجاری حرفی برای گفتن نداشت و با فروش تنها ۱۸ میلیون دلاری در جهان، فیلمی ناموفق در باکس‌آفیس شد.

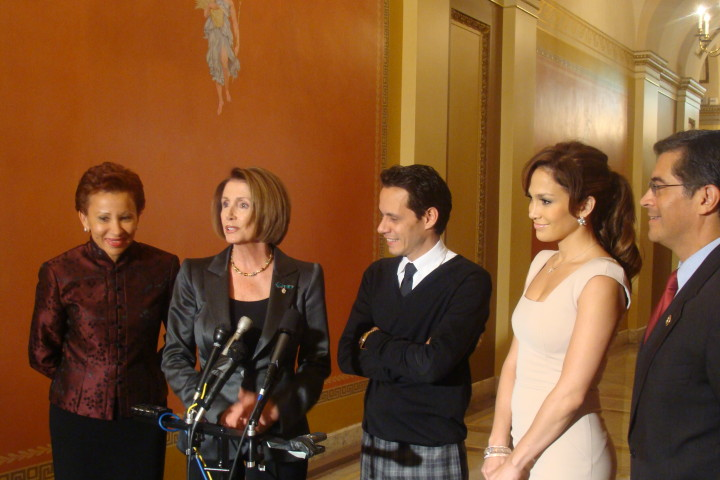
جنیفر لوپز و مارک آنتونی در کنار نانسی پلوسی، نیدیا ولاسکس و هاویر بسرا

شهر مرزی فیلم دیگر جنیفر لوپز است که در جشنواره فیلم کن به نمایش درآمد. در این فیلم، جنیفر لوپز علاوه بر بازیگری، تهیه‌کنندگی آن را نیز بر عهده دارد. همچنین وی شخصیت یک زن خبرنگار به نام لورن را بازی می‌کند که اصرار به اعزام به خط مقدم جبهه جنگ عراق را دارد تا از آنجا گزارش تهیه کند. این فیلم در اروپا به شکل محدود در سینماها منتشر شد که البته در نهایت این فیلم نیز از نظر تجاری چندان موفق نبود. از آثار بعدی وی می‌توان به مجموعه تلویزیونی دنس‌لایف اشاره نمود که در خصوص زندگی هفت رقاص است که تلاش برای حرفه‌ای شدن را دارند. این مجموعه از تلویزیون ام‌تی‌وی پخش شد و خود جنیفر لوپز تهیه‌کننده و خالق آن بود. چندی بعد لوپز آلبوم پنجمش، آنطور که یک زن دل می‌بازد را منتشر کرد. این آلبوم موفق به بیشترین فروش در هفته نخست در میان دیگر آلبوم‌های اسپانیایی شد و در عرصه فروش دیجیتال نیز رکوردی از خود برجای گذاشت. در همین ایام بود که جنیفر لوپز به همراه شوهرش، مارک آنتونی یک تور در آمریکای شمالی به راه می‌اندازند که در مجموع ۱۰ میلیون دلار از این تور کسب درآمد می‌کنند. یک دلار از هر بلیطی که به فروش رسید نیز صرف امور خیریه کودکان شد. در اکتبر ۲۰۰۷ ششمین آلبوم وی به نام شجاع منتشر شد که نتوانست فروش آلبوم‌های قبلی را داشته باشد و در واقع کم‌فروش‌ترین آلبوم جنیفر لوپز شد. یک سریال کوتاه پنج قسمتی نیز به نام جنیفر لوپز تقدیم می‌کند: آنطور که یک زن دل می‌بازد از شبکه یونیویژن در میان ۳۰ اکتبر تا ۲۷ نوامبر سال ۲۰۰۷ پخش شد. این سریال کوتاه در خصوص آلبوم جنیفر لوپز که تحت همین عنوان بود، ساخته شده است.

### ۲۰۱۰ تا ۲۰۱۲ (تورها)
در اوایل سال ۲۰۱۲ بود که تصمیم جنیفر لوپز در خصوص تغییر شرکت ضبط و انتشار آهنگ‌هایش عمومی شد. وی می‌خواست آلبوم جدیدش، عشق؟ را با نام شرکت جدیدی منتشر کند و در این راستا دیلی نیوز نیویورک افشا کرد که تعدادی از آهنگ‌های این آلبوم جدید، ضبط شده در استودیوی قبلی است و قرار است این آهنگ‌ها نیز در آلبوم جدید قرار بگیرند. در آوریل همان سال بود که فیلم نقشه جایگزین (۲۰۱۰) با بازی وی روانه سینماها می‌شود. بعد از خروج الن دی‌جنرس از برنامه امریکن آیدل بود که گفته شد صحبت‌ها با جنیفر لوپز در خصوص حضورش در این برنامه در حال انجام است. در همین زمان نیز بود که قرار بود لوپز و همسرش آنتونی در ایکس فاکتور حضور پیدا کنند. در نهایت در ماه سپتامبر به شکل رسمی اعلام شد که دهمین فصل امریکن آیدل شاهد حضور جنیفر لوپز خواهد بود. ام‌تی‌وی در این خصوص گفت که این معامله برای تمام کسانی که در آن دخیل بودند سودآور بود؛ این خبر درحالی بیان شد که شبکه سی‌ان‌ان در موردش نوشت که جنیفر لوپز برای احیای کارنامهٔ هنری‌اش تصمیم به شرکت در این برنامه گرفت. یک ماه بعد، در ماه اکتبر، وی چهاردهمین عطر خود را نیز منتشر کرد. 

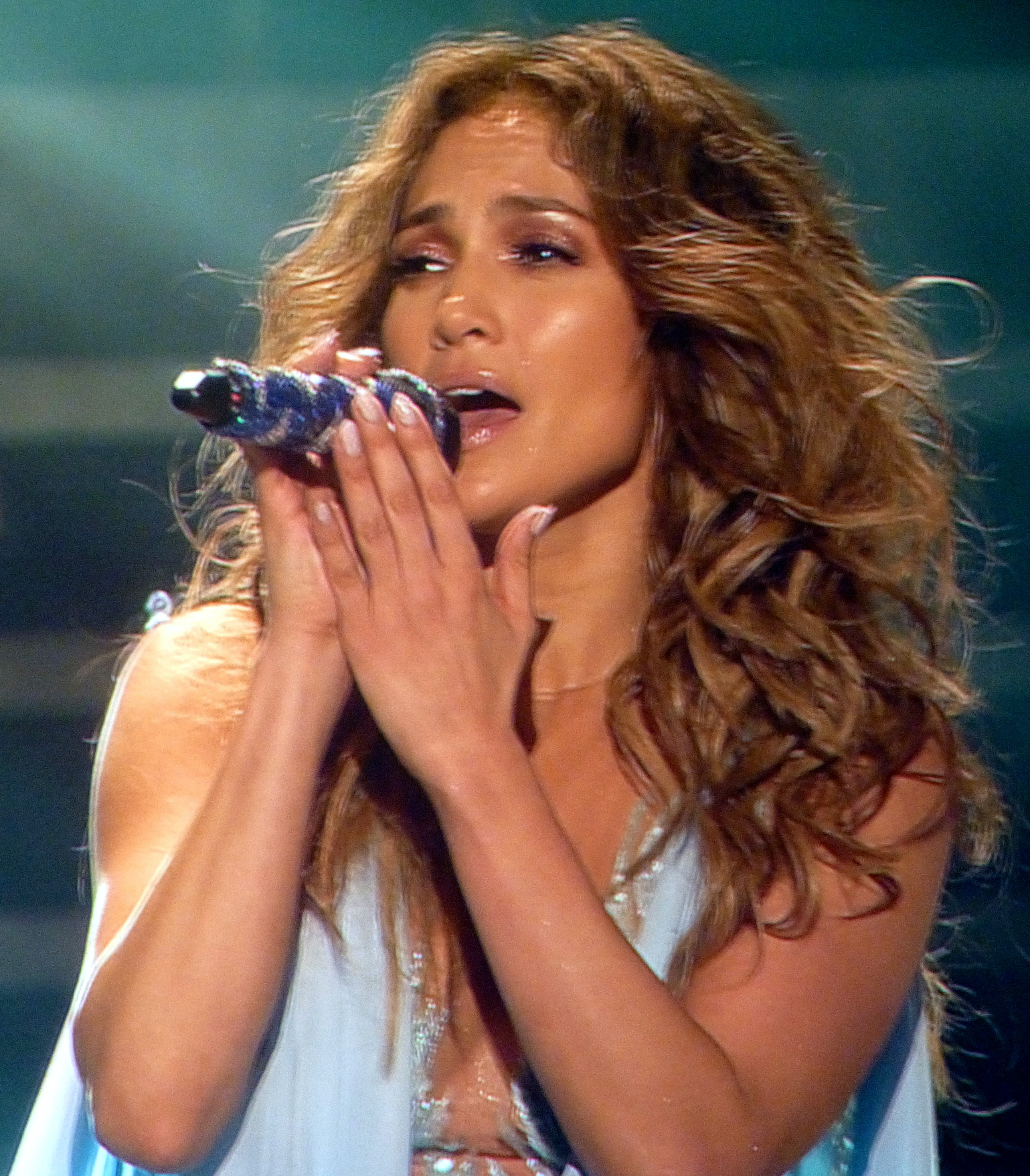
لوپز در تور جهانی دوباره برقص، اکتبر ۲۰۱۲

شرکت لورئال فرانسه اعلام می‌کند که جنیفر لوپز سفیر جهانی جدید و چهره برند آن‌ها خواهد بود. تبلیغات‌های جنیفر لوپز برای محصولات این شرکت همراه بود با زمان انتشار آلوم جدیدش، عشق؟ و شرکت کردنش در برنامه امریکن آیدل. چندی بعد تک‌آهنگ روی صحنه از طرف وی منتشر می‌شود. این آهنگ در سرتاسر جهان تبدیل به یکی از آهنگ‌های پرفروش شده و یکی از پرفروش‌ترین آهنگ‌های سال نام می‌گیرد که تقریباً پرفروش‌ترین تک‌آهنگ جنیفر لوپز نیز می‌شود؛ اگرچه که آلبوم عشق؟ نیز توانست موفقیت تجاری خوبی کسب کند و بازگشت خوبی برای وی به‌شمار آید؛ تا پیش از این، بسیاری گمان می‌کردند که دوره خوانندگی لوپز به اتمام رسیده است. در ماه ژوئیه بود که عطر بعدی وی با نام لاو اند لایت را روانه بازار می‌کند. تنها در هنگام رونمایی ان، ۵۱٫۰۰۰ شیشه از آن به فروش رفته و با مبلغ کسب شده حدود ۲٫۹ میلیون دلار، تبدیل به پرفروش‌ترین عطر جنیفر لوپز می‌شود. دو ماه بعد نیز تولید پوشاک و لوازم تزئینی دیگری با نام جنیفر لوپز کالکشن شروع به فعالیت می‌کند؛ در کنار این‌ها، وی خط تولید جنیفر لوپز هوم کالکشن را نیز راه‌اندازی می‌کند که در زمینه تولید تخت‌خواب، حوله و ساک‌دستی فعال است. در ادامه فعالیت‌های تبلیغاتی، شرکت خودروسازی فیات ایتالیا طی قرارداری با لوپز، تبلیغات چند محصول خود همچون فیات ۵۰۰ را به لوپز می‌سپارد. اولیور فرانکواس، از مدیران بازاریابی شرکت کرایسلر در این خصوص گفت که «وی (لوپز) دقیقاً مناسب برند تبلیغ شده بود».
در ژانویه ۲۰۱۲ جنیفر لوپز با قرارداد ۲۰ میلیون دلاری، در فصل یازدهم امریکن آیدل مجدداً ظاهر می‌شود و سپس در برنامهٔ دیگری از شبکه یونیویژن بازی می‌کند. در ادامه بود که لوپز به همراه شوهرش آنتونی به ۲۱ کشور آمریکای لاتین سفر کرده تا استعدادهای مناسب را بیابند. در ۱۸ مه ۲۰۱۲ بود که جنیفر لوپز با بازی در فیلم وقتی حامله هستی باید منتظر چه چیزی باشی مجدداً به سینما بازگشت. در این فیلم وی با بازیگرانی چون کامرون دیاز، الیزابت بنکس، متیو موریسون و دنیس کواید هم‌بازی بود. فیلم بر اساس رمانی با همین نام ساخته شده و جنیفر لوپز در نقش کاراکتری به نام هولی است که به همراه همسرش، کودکی را به فرزندی قبول می‌کنند. اگرچه که نظر منتقدین به فیلم مثبت نبود، اما در زمینه فروش توانست نسبتاً خوب ظاهر شود و فروشی ۸۴ میلیون دلاری داشته باشد. در اواخر ماه مه بود که عطر جدید جنیفر لوپز با نام گلوینگ بای جی‌لو روانه بازار شد که خود لوپز آن را «تحولی» برای عطر گلو با جی‌لو می‌داند.

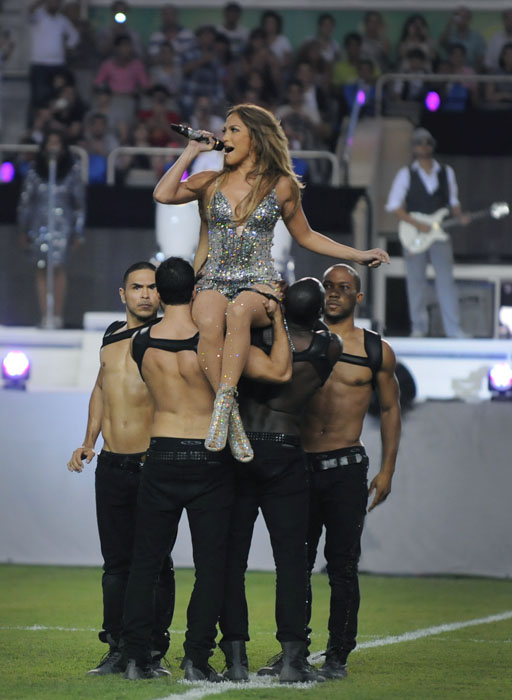
جی لو در باکو سال ۲۰۱۲

در ۱۴ ژوئن بود که جنیفر لوپز مجموعه تورهایی برای اجرای کنسرت‌هایش در نقاط مختلف دنیا را اجرا می‌کند. در ۱۲ ژوئیه همان سال (۲۰۱۲) شرکت تیئولوژی، شرکت تجاری در زمینه تولید تی‌شرت‌های لوکس، را راه‌اندازی می‌نماید. در ادامه فعالیت‌های صداگذاری، جنیفر لوپز در صداگذاری انیمیشن عصر یخبندان: رانش قاره‌ای (که چهارمین قسمت از انیمیشن عصر یخبندان بود) شرکت کرده و صدای شخصیت شیرا را اجرا می‌کند. این انیمیشن در هفته نخست نمایشش موفق به فروش ۴۶ میلیون دلاری شد و در رتبه نخست باکس‌آفیس قرار گرفت. با بودجه ساخت ۹۵ میلیون دلاری، در نهایت این انیمیشن موفق به فروش ۸۷۷ میلیون دلاری در سرتاسر جهان می‌شود.
در ۲۴ ژوئیه ۲۰۱۲ آلبوم جدید جنیفر لوپز به نام دوباره برقص… ضربه‌ها منتشر شد. این آلبوم توسط کمپانی اپیک ریکوردز منتشر شده بود و طبق قرارداد، آخرین همکاری مابین جنیفر لوپز و این شرکت بود. در همین دوره بود که جنیفر لوپز و مارک آنتونی در حال طی مراحل گرفتن طلاق بودند. دو آهنگ دوباره برقص و تو رفتن از اقبال بیشتری به نسبت سایر آهنگ‌ها برخوردار بودند و توانستند جزء آهنگ‌های پرفروش قرار گیرند. در ماه سپتامبر نیز شبکه نووتی‌وی نیز از قراردار همکاری‌اش با جنیفر لوپز خبر داد که قرار است در زمینه خلاقیت و تهیه‌کنندگی برنامه‌ها با آن‌ها همکاری نماید. همچنین بعد از توفان سندی بود که لوپز به سه مرکز خیریه شامل بیمارستان کودکان لس‌آنجلس، صلیب سرخ آمریکا و یک نهاد خیریه دیگر کمک‌های مالی می‌کند.

### ۲۰۱۳ تا به امروز

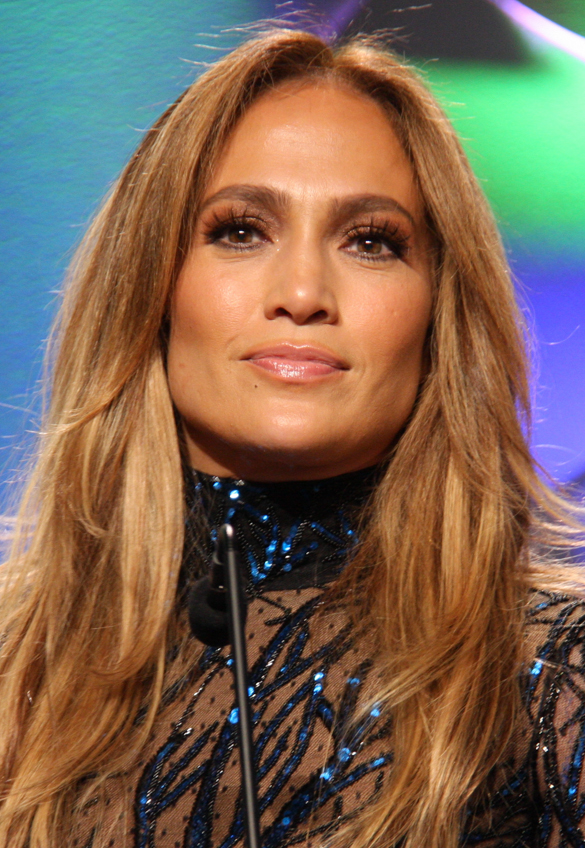
لوپز در مراسم جایزه رسانه‌ای گلد، آوریل ۲۰۱۴

در ژانویه ۲۰۱۳ بود که در مقابل جیسون استاتهام، جنیفر لوپز در فیلم پارکر به ایفای نقش پرداخت که در آن نقش کاراکتری به نام لزلی را بازی می‌کرد. نقش‌آفرینی وی در این فیلم توجه منتقدین را به خود جلب کرد به‌طوری‌که شیکاگو تریبون در این خصوص نوشت: «فرصتی برای دراماتیک، شاد، رمانتیک و ناراحت بودن. تماشاگران در تمام مدت توجه‌شان به اوست». در مراسم جوایز گرمی بود که لباس وی مجدداً کانون توجهات شد. در این مراسم جنیفر لوپز با لباسی مشکی که پای سمت راستش تقریباً به شکل کامل از آن بیرون بود ظاهر شد. در ماه مه بود که وی را به سمت ارشد مسئول خلاقیت در شبکه نووتی‌وی منصوب می‌کنند. در ادامه فعالیت‌های تجاری‌اش نیز شرکت ویوا موویل، که در زمینه فروش تلفن‌های همراه مخصوص لاتین‌تبارها بود را راه‌اندازی می‌کند. در تمامی فعالیت‌هایی که انجام می‌داد، لوپز قصد نوعی قدرت‌بخشیدن به لاتین‌تبارها را داشت. خودش در این زمینه اینچنین می‌گوید: «ما در حال شناختن قدرت خودمان هستیم. ما داریم به این نتیجه می‌رسیم که در اینجا مهم هستیم. می‌دانید احتمالاً که ما فقط افراد پشت صحنه مشغول کار در آشپزخانه یا در حال لوله‌کشی نیستیم». در ادامه نیز در تلویزیون فعالیت‌هایش را در این زمینه گسترش داد. وی همچنین با حقوق گزارش شده حدود ۱۷ میلیون دلاری، مجدداً در امریکن آیدل، اینبار در فصل سیزدهم ظاهر شد.

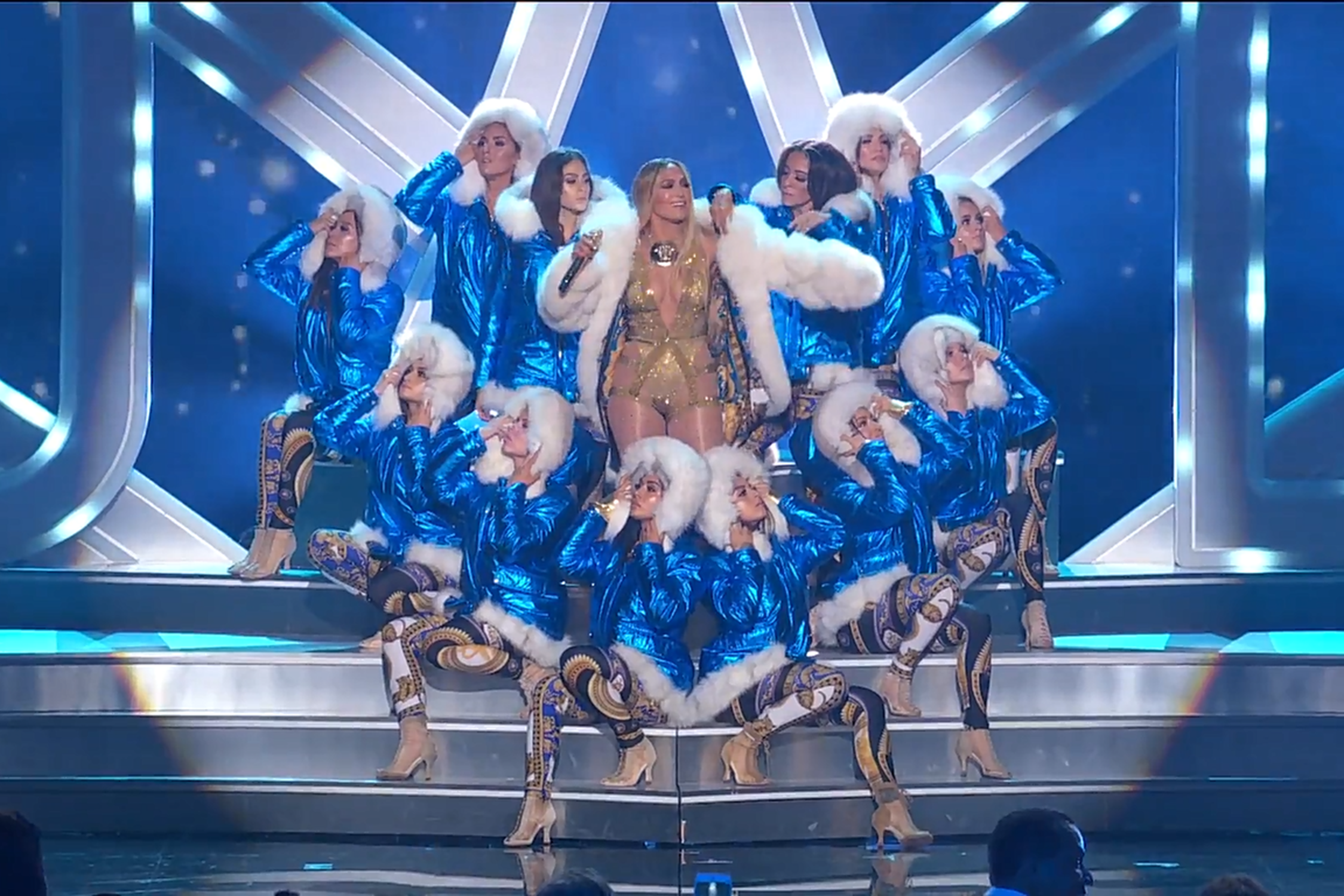
لوپز درحال اجرا در شبکه ام‌تی‌وی سال ۲۰۱۸

بعد از نتایجی که از اجرای کنسرت‌هایش در تور جهانیش کسب کرد، آلبوم بعدی خود را به نام ای‌کی‌ای (A.K.A) ضبط می‌کند که برگرفته شده از سفرهایش است. این آلبوم قرار است در سال ۲۰۱۴ توسط کپیتال رکوردز منتشر شود. در ابتدای سال ۲۰۱۴ نیز برای تبلیغ آلبوم جدیدش، دو آهنگ جدید به نام‌های همان دختر و دختران را منتشر می‌کند. در ماه مارس بود که یکی از آهنگ‌های رسمی آلبوم جدیدش را به نام آی لو یا پاپی را منتشر می‌کند که در آن فرنچ مونتانا نیز حضور دارد. در ادامه و در ماه آوریل ۲۰۱۴ نیز آهنگ رسمی جام جهانی فوتبال ۲۰۱۴ را که به همراه پیت‌بول و خواننده برزیلی، کلودیا لیت اجرا کرده بود، منتشر می‌کند. نام این آهنگ ما یکی هستیم (اوله اولا) گذاشته شده.
چند فیلم قرار است در آینده روانه سینماها شود که جنیفر لوپز از بازیگران آنهاست. از جمله این فیلم‌ها می‌توان به پسر همسایه، لیلا و ایو و انیمیشن خانه اشاره نمود که در این انیمیشن با دیگر ستارگان چون ریانا و استیو مارتین هم‌کار است. جنیفر لوپز در عرصه تلویزیون نیز فعال خواهد بود. شبکه تلویزیونی ان‌بی‌سی سفارش ساخت سریالی ۱۳ قسمتی را در ژانر درام داده که جنیفر لوپز در آن به بازیگری خواهد پرداخت و البته تهیه‌کنندگی آن را نیز بر عهده خواهد داشت. در این سریال که قرار است با نام سایه‌های آبی پخش شود، لوپز نقش یک مادر را بازی می‌کند که در اداره پلیس مشغول به کار است و برای تحقیقات اف‌بی‌آی به مأمور مخفی تغییر حالت می‌دهد. قرار است این سریال در ۲۰۱۵ تا ۲۰۱۶ پخش شود. رایان سیکرست نیز از تهیه‌کنندگان این مجموعه خواهد بود.

## روابط خصوصی

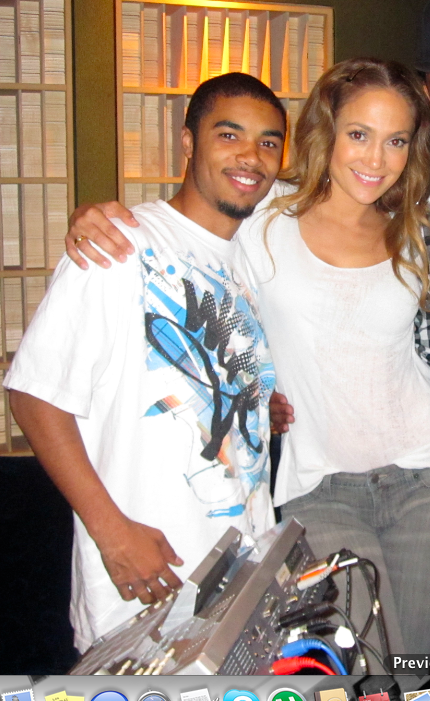
جی‌لو و تامی براون تهیه‌کننده موسیقی در سال ۲۰۱۱

در مورد روابط خصوصی جنیفر لوپز با مردان، رسانه‌ها تمرکز خاصی دارند. او تاکنون روابط نسبتاً گرمی با شان کامز، کریس جود، بن افلک و مارک آنتونی داشته است. در سال ۱۹۸۴ در سن ۱۵ سالگی (دوران دبیرستان) و هنگامی که کم‌کم داشت به یک ستاره تبدیل می‌شد، او با دیوید کروز روابط دوستانه داشت. در سال ۱۹۹۴ جنیفر لوپز پس از ۱۰ سال رابطه تنگاتنگ با دیوید کروز، به روابط دوستانه‌اش پایان داد. جنیفر لوپز در سال ۲۰۰۴ گفت:
دیوید کروز دوستی است که احتمالاً مرا بهتر از هر کس دیگری می‌شناسد.

نخستین ازدواج لوپز با اوجانی نوآ در ۲۲ فوریه ۱۹۹۷ بود. لوپز نوآ را نخستین بار هنگامی که نوآ به عنوان خدمتکار در رستورانی در میامی کار می‌کرد ملاقات کرد. این دو در ژانویه ۱۹۹۸ از هم طلاق گرفتند. بعداً لوپز نوآ را به عنوان مدیر رستورانش در آوریل ۲۰۰۲ استخدام کرد. اما نوآ در اکتبر همان سال اخراج شد. بعد از آن نوآ از جنیفر به دادگاه شکایت کرد اما این دو به‌طور محرمانه با هم سازش کردند. در آوریل ۲۰۰۶، لوپز از نوآ شکایت کرد تا مانع انتشار کتابی شود که نوآ در آن جزئیات ازدواج و زندگی خصوصی اش با جنیفر را نوشته بود.
لوپز حدود دو سال و نیم با خواننده هیپ-هاپ، شان کامز رابطه داشت. در ۲۷ دسامبر ۱۹۹۹، لوپز و کامز در نایت کلابی در منهتن بودند که بین همراهان کامز و گروهی دیگر درگیری پیش‌آمد و یک نفر شلیک کرد. لوپز و کامز با ماشین از آنجا دور شدند ولی توسط پلیس متوقف شدند و یک اسلحه روی صندلی ماشین آن‌ها پیدا شد. کامز متهم به حمل اسلحه شد؛ در همین حال علاوه بر استرس پیش از محاکمه پیگیری موضوع توسط مطبوعات مشکل را دوچندان می‌کرد، و لوپز یک سال بعد به جریاناتش با کامز پایان داد، در طی یک دادخواست در ۲۰۰۸ وکیل مدافع گفت که لوپز در این پرونده هیچ نقشی نداشته است. در ۹ آوریل ۲۰۲۲، مجلهٔ پیپل نامزدی لوپز و افلک را تأیید کرد.

## فیلم‌شناسی

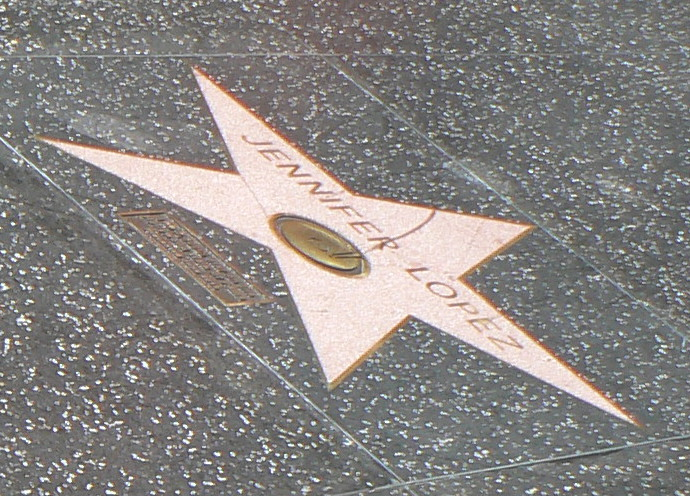
ستاره جنیفر لوپز در پیاده‌روی مشاهیر هالیوود

## آلبوم‌شناسی
- آن د سیکس (۱۹۹۹)
- جی. لو (۲۰۰۱)
- این منم… پس (۲۰۰۲)
- تولد دوباره (۲۰۰۵)
- آنطور که یک زن دل می‌بازد (۲۰۰۷)
- شجاع (۲۰۰۷)
- عشق؟ (۲۰۱۱)
- ای. کی. ای (۲۰۱۴)
- این منم… اکنون (۲۰۲۴)